# Eupithecia gelinaria
Eupithecia gelinaria is een vlinder uit de familie spanners (Geometridae). De wetenschappelijke naam van deze soort is voor het eerst geldig gepubliceerd in 1907 door Lucas, D..
De soort komt voor in tropisch Afrika.